# ADSL
ADSL (англ. Asymmetric Digital Subscriber Line — «асимметричная цифровая абонентская линия») — модемная технология, в которой доступная полоса пропускания канала распределена между исходящим и входящим трафиком асимметрично. Так как у большинства пользователей объём входящего трафика значительно превышает объём исходящего, то скорость исходящего трафика значительно ниже. Это ограничение стало проявляться шире в связи с распространением пиринговых сетей и видеосвязи.

## История развития
История развития технологии ADSL начинается со второй половины восьмидесятых, когда велись поиски технологии, обеспечивающей интерактивное телевидение. Пионером в области семейства технологий xDSL является компания Bellcore. В 1987 году она представила спецификацию первой технологии из семейства xDSL и запустила её в телефонных сетях США. Вскоре компания распалась, а технология залегла на дно.
В середине 1990-х годов семейство xDSL пополнилось асимметричной модификацией цифровой абонентской линии — ADSL. Последующие годы создавались и совершенствовались наборы микросхем для осуществления передачи данных посредством ADSL. Темпы развития были замедленными, поскольку DSL изначально разрабатывалась для систем передачи «видео по требованию». Сами системы не получили распространения, а технология ADSL получила второе дыхание благодаря развитию сетей Интернет.
С появлением первых ADSL-модемов провайдеры увидели перспективность данной технологии и начали использовать её для предоставления доступа к сети. Из-за необходимости установки оборудования на каждой АТС затраты на постройку и поддержание сети были заметно выше, чем в случае классического коммутируемого доступа, когда все модемы провайдера устанавливались на одной АТС, однако по сравнению со стоимостью других способов предоставления высокоскоростного доступа к сети Интернет технология DSL оказалась очень дешёвой.
В крупных городах ADSL вытесняется более быстрыми технологиями доступа Ethernet (ETTH), GPON (FTTH) и DOCSIS (стандарт передачи данных по телевизионному кабелю). Причина этого — ограниченная пропускная способность в сетях ADSL (до 24 Мбит/с в ADSL2+), особенно «восходящего потока» от абонента (до 1,4 Мбит/с), в то время как EuroDOCSIS 2.0 обеспечивает скорость передачи данных 50↓/27↑ Мбит/с, Fast Ethernet — до 100 Мбит/с, Gigabit Ethernet — до 1 Гбит/с, 10 Gbit/s EPON — до 10 Гбит/с.
Несмотря на появление более быстрых способов передачи данных, технология ADSL по-прежнему остаётся лидером на рынке широкополосной передачи данных. В ряде европейских стран ADSL является стандартом де факто при обеспечении населения достаточно быстрым и недорогим Интернетом. Так, в Финляндии, где каждому жителю страны законодательством с июня 2010 г. гарантирован доступ в Интернет, подключение большинства домов производится именно по технологии ADSL, а British Telecom обеспечил возможность подключения услуг по технологии ADSL 99 % зданий Великобритании.
В России впервые доступ по технологии ADSL был реализован в мае 2000 года в Санкт-Петербурге, в совместном проекте интернет-провайдера "Вэб Плас" и телекоммуникационной компании "ПетерСтар". В июне 2000 года в Москве запущен в коммерческую эксплуатацию "Точка.Ру", совместный проект компаний МГТС и МТУ-Интел.

## Организация
Передача данных по технологии ADSL реализуется через обычную аналоговую телефонную линию при помощи абонентского устройства — модема ADSL и мультиплексора доступа (англ. DSL Access Multiplexer, DSLAM), находящегося на той АТС, к которой подключается телефонная линия пользователя, причём включается DSLAM до оборудования самой АТС. В результате между ними оказывается канал без каких-либо присущих телефонной сети ограничений. DSLAM мультиплексирует множество абонентских линий DSL в одну высокоскоростную магистральную сеть.
Также они могут подключаться к сети ATM по каналам PVC (постоянный виртуальный канал, англ. Permanent Virtual Circuit) с провайдерами услуг Internet и другими сетями.
Стоит заметить, что два ADSL-модема не смогут соединиться друг с другом, в отличие от обычных dial-up-модемов.

## Принцип действия
Технология ADSL представляет собой вариант DSL, в котором доступная полоса пропускания канала распределена между исходящим и входящим трафиком несимметрично — для большинства пользователей входящий трафик значительно более существенен, чем исходящий, поэтому предоставление для него большей части полосы пропускания вполне оправдано (исключениями из правила являются пиринговые сети, видеозвонки и электронная почта, где объём и скорость исходящего трафика бывают важны).
Обычная телефонная линия использует для передачи голоса полосу частот 0,3…3,4 кГц. Чтобы не мешать использованию телефонной сети по её прямому назначению, в ADSL нижняя граница диапазона частот находится на уровне 26 кГц. Верхняя же граница, исходя из требований к скорости передачи данных и возможностей телефонного кабеля, составляет 1,1 МГц. Эта полоса пропускания делится на две части — частоты от 26 кГц до 138 кГц отведены исходящему потоку данных, а частоты от 138 кГц до 1,1 МГц — входящему. Полоса частот от 26 кГц до 1,1 МГц была выбрана не случайно. В этом диапазоне коэффициент затухания почти не зависит от частоты.
Такое частотное разделение позволяет разговаривать по телефону, не прерывая обмен данными по той же линии. Разумеется, возможны ситуации, когда либо высокочастотный сигнал ADSL-модема негативно влияет на электронику современного телефона, либо телефон из-за каких-либо особенностей своей схемотехники вносит в линию посторонний высокочастотный шум или же сильно изменяет её АЧХ в области высоких частот; для борьбы с этим в телефонную сеть непосредственно в квартире абонента устанавливается фильтр низких частот (частотный разделитель, англ. Splitter), пропускающий к обычным телефонам только низкочастотную составляющую сигнала и устраняющий возможное влияние телефонов на линию. Такие фильтры не требуют дополнительного питания, поэтому речевой канал остаётся в строю при отключённой электрической сети и в случае неисправности оборудования ADSL.
Передача к абоненту ведётся на скоростях до 10 Мбит/с, хотя сегодня существуют устройства, передающие данные со скоростью до 25 Мбит/с (VDSL), однако в стандарте такая скорость не определена. В системах ADSL под служебную информацию отведено 25 % общей скорости, в отличие от ADSL2, где количество служебных битов в кадре может меняться от 5,12 % до 25 %. Максимальная скорость линии зависит от ряда факторов, таких как длина линии, сечение и удельное сопротивление кабеля. Также существенный вклад в повышение скорости вносит тот факт, что для ADSL линии рекомендуется витая пара (а не ТРП) причём экранированная, а если это многопарный кабель, то и с соблюдением направления и шага повива.

### Разделение передаваемых и принимаемых данных
При использовании ADSL данные передаются по общей паре в дуплексной форме. Для того, чтобы разделить передаваемый и принимаемый поток данных, существуют два метода: частотное разделение каналов (англ. Frequency Division Multiplexing, FDM) и эхокомпенсация (англ. Echo Cancellation, EC).

#### Частотное разделение каналов
При использовании данного механизма низкоскоростной канал передаваемых данных располагается сразу после полосы частот, используемой для передачи аналоговой телефонии. Высокоскоростной канал принимаемых данных располагается на более высоких частотах. Полоса частот зависит от числа бит, передаваемых одним сигналом.

#### Сравнение
- Эхокомпенсация (EC) позволяет улучшить производительность на 2 дБ, однако более сложна в реализации.
- Преимущества EC растут при использовании более высокоскоростных технологий, таких как ISDN или видеотелефония на скорости 384 кбит/с. В этих случаях FDM требует выделения под высокоскоростной канал принимаемых данных более высоких частот, что приводит к увеличению затухания и сокращению максимального расстояния передачи.
- Совмещение двух каналов в одном частотном диапазоне, при использовании ЕС приводит к появлению эффекта собственного NEXT, который отсутствует при использовании FDM.
- Стандарт ADSL предусматривает взаимодействие между различным оборудованием, использующим как механизм FDM, так и EC, выбор конкретного механизма определяется при установлении соединения.

## Параметры линии связи
Абонентская телефонная линия, при использовании её для технологии ADSL, должна обладать следующими параметрами:

### Первичные параметры
- Сопротивление шлейфа — не более 900 Ом
- Сопротивление изоляции между жилой и землёй — более 100 МОм, между жилами — не менее 100 МОм[7]
- Ёмкость шлейфа — не более 300 нФ
- Ёмкостная асимметрия — не более 10 нФ, или не более 5 %
- Работа при увеличении шлейфа и заниженной изоляции возможна при условии качественного станционного оборудования при пониженной скорости передачи данных.

### Вторичные параметры
Затухание сигнала (Line Attenuation):
- до 20 дБ — отличная линия;
- от 20 до 40 дБ — рабочая линия;
- от 40 до 50 дБ — возможны сбои;
- от 50 до 60 дБ — периодически пропадает синхронизация;
- от 60 дБ и выше — оборудование работать не будет.

Далее приведены нормы на рабочее затухание на длину цепи в 1 км:
- Системы ADSL и ADSL2 (максимальная частота 1,024 МГц)
  - Кабель ТПП (d0 = 0,4 мм): ≤ 27 дБ
  - Кабель ТПП (d0 = 0,5 мм): ≤ 21 дБ

- Система ADSL2+ (максимальная частота 2,048 МГц)
  - Кабель ТПП (d0 = 0,4 мм): ≤ 35,5 дБ
  - Кабель ТПП (d0 = 0,5 мм): ≤ 28,5 дБ

- Система VDSL (максимальная частота 4,096 МГц)
  - Кабель на основе витой пары (d0 = 0,5 мм): ≤ 42,5 дБ

- Система VDSL2 (максимальная частота 12 МГц)
  - Кабель на основе витой пары (d0 = 0,5 мм): ≤ 60,3 дБ[8]

Уровень шума (RMS Noise Energy (дБ относительно 1 мВт при сопротивлении нагрузки 600 Ом)):
- от −65 до −51 дБм — отличная линия;
- от −50 до −36 дБм — хорошая линия;
- от −35 до −20 дБм — плохая линия;
- от −20 дБм и выше — работа оборудования невозможна.

Отношение сигнал/шум (Signal-to-Noise Ratio (SNR), предел помехоустойчивости (Noise Margin)):
- 6 дБ и ниже — плохая линия, присутствуют проблемы синхронизации;
- от 7 до 10 дБ — возможны сбои;
- от 11 до 20 дБ — хорошая линия, без проблем с синхронизацией;
- от 20 до 28 дБ — очень хорошая линия;
- 29 дБ и выше — отличная линия.

Для ADSL линии рекомендуется к использованию витая пара (а не «лапша»), в противном случае снижается пропускная способность канала передачи данных.

## Стандарты ADSL
| Название стандарта       | Общепринятое название | Скорость входящего потока, Мбит/с | Скорость исходящего потока, Мбит/с | Утверждён |
| ------------------------ | --------------------- | --------------------------------- | ---------------------------------- | --------- |
| ANSI T1.413-1998 Issue 2 | ADSL                  | 8,16                              | 1,216                              | 1998      |
| ITU-T G.992.1            | ADSL (G.dmt)          | 8                                 | 1,3                                | 1999-07   |
| ITU-T G.992.1 Annex A    | ADSL over POTS        | 12                                | 1,3                                |           |
| ITU-T G.992.1 Annex B    | ADSL over ISDN        | 12                                | 1,3                                |           |
| ITU-T G.992.2            | ADSL Lite (G.lite)    | 1,5                               | 0,5                                | 1999-07   |
|                          |                       |                                   |                                    |           |
| ITU-T G.992.3            | ADSL2                 | 12                                | 1,216                              | 2002-07   |
| ITU-T G.992.3 Annex A    | ADSL2 over POTS       | 12                                | 1,216                              |           |
| ITU-T G.992.3 Annex B    | ADSL2 over ISDN       | 12                                | 1,216                              |           |
| ITU-T G.992.3 Annex J    | ADSL2                 | 12                                | 3,5                                |           |
| ITU-T G.992.3 Annex L    | READSL2               | 5                                 | 0,8                                |           |
| ITU-T G.992.3 Annex M    | ADSL2                 | 12                                | 3,5                                |           |
| ITU-T G.992.4            | Splitterless ADSL2    | 1,5                               | 0,5                                | 2002-07   |
|                          |                       |                                   |                                    |           |
| ITU-T G.992.5            | ADSL2+                | 24                                | 1,216                              | 2003-05   |
| ITU-T G.992.5 Annex A    | ADSL2+ over POTS      | 24                                | 1,216                              |           |
| ITU-T G.992.5 Annex B    | ADSL2+ over ISDN      | 24                                | 1,216                              |           |
| ITU-T G.992.5 Annex M    | ADSL2+                | 24                                | 3,5                                |           |

## ADSL-оборудование
- DSLAM
- ADSL-модем
- ADSL-фильтр